# مانويل كوريا
مانويل كوريا (بالبرتغالية: Manuel Correia‏) هو ملحن برتغالي، ولد في 1600 في لشبونة في البرتغال، وتوفي في 31 يوليو 1653.

## وصلات خارجية
- مانويل كوريا على موقع ميوزك برينز (الإنجليزية)